# Elizabeth Peabody
Pour les articles homonymes, voir Peabody.
Elizabeth Palmer Peabody, née le 16 mai 1804 et décédée le 3 janvier 1894, est une enseignante américaine qui a ouvert la première école maternelle de langue anglaise aux États-Unis. Elle est aussi la traductrice de la première version anglaise d'une écriture sainte bouddhiste publiée en 1844.

## Biographie
Elizabeth Palmer Peabody est née à Billerica au Massachusetts du mariage de Nathaniel Peabody, un physicien, et d'Elizabeth Palmer. Elle grandit à Salem dans le Massachusetts.
Après 1822, elle vit principalement à Boston où elle pratiquait l'enseignement. Elle devient également une écrivaine et une personnalité importante du mouvement transcendantaliste aux États-Unis. Durant les années 1834 et 1835, elle travaille comme professeure assistante d'Amos Bronson Alcott dans son école expérimentale Temple School (en) à Boston. À la suite de la fermeture de cette école, Elizabeth publie Record of a School qui décrit le plan de l'école et la philosophie d'Amos Bronson Alcott sur l'éducation lors de la jeune enfance qui s'inspirait de modèles allemands.
Vers 1840, elle ouvre une librairie appelée « Elizabeth Palmer Peabody's West Street Bookstore » situé dans sa résidence à Boston. Elle est également pendant un moment la gérante des affaires de The Dial (en), la principale publication des transcendentalistes. En 1844, le journal publie la traduction d'une partie du Sūtra du Lotus à partir de la version française de Peabody qui est la première version anglaise d'une écriture sainte bouddhiste. La publication du journal cesse peu après en avril 1844.
En 1860, Peabody ouvre une école maternelle avec un intérêt particulier pour les méthodes de Friedrich Fröbel. Grâce à cette école et en tant qu'éditrice de Kindegarten Messenger de 1873 à 1877, Peabody contribue à la reconnaissance des écoles maternelles en tant qu'institution confirmée de l'éducation aux États-Unis. Elle écrit également plusieurs livres pour défendre cette cause.